# دبليو. ناثانيل هويل
دبليو. ناثانيل هويل (بالإنجليزية: W. Nathaniel Howell)‏ هو دبلوماسي أمريكي، ولد في 14 سبتمبر 1939.

## وصلات خارجية
- دبليو. ناثانيل هويل على موقع إن إن دي بي (الإنجليزية)